# Đỗ Tử Bình
Đỗ Tử Bình (杜子平, 1324-1381) là tướng nhà Trần trong lịch sử Việt Nam. Sự nghiệp của ông gắn liền với cuộc chiến giữa Đại Việt và Chiêm Thành hồi nửa cuối thế kỷ 14.
Theo thần phả trong di tích lịch sử văn hóa cấp quốc gia là "Đền Thái Bảo Đỗ Tử Bình" , nêu trong "Tóm lược thông tin về di tích" , thì Đỗ Tử Bình quê quán ở nơi nay là thôn Hưng Tứ, xã Hồng Việt, huyện Đông Hưng, tỉnh Thái Bình, vào thời nhà Trần thì vùng này thuộc tỉnh Nam Định.

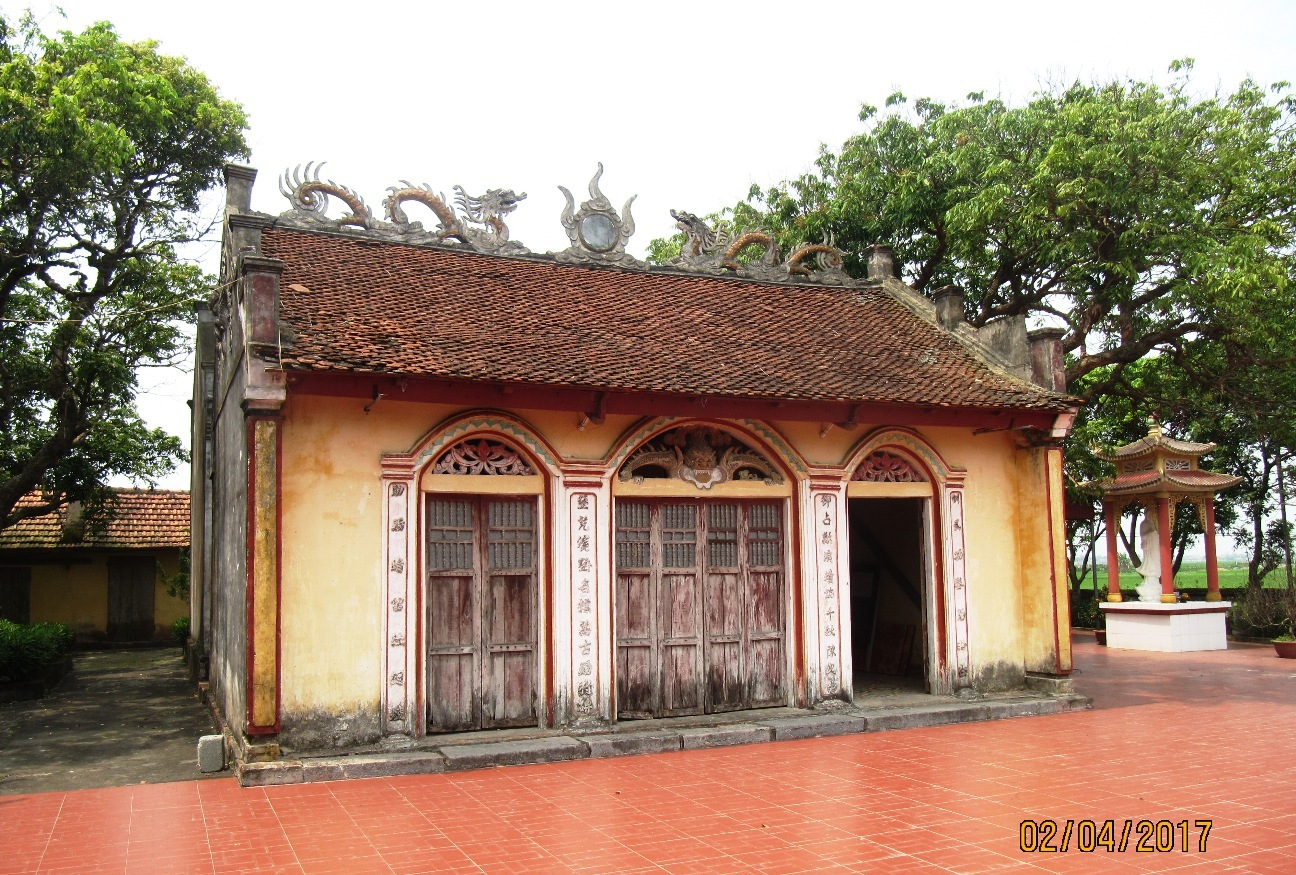
Đền Thái Bảo Đỗ Tử Bình ở thôn Hưng Tứ, xã Hồng Việt, Đông Hưng, tỉnh Thái Bình.

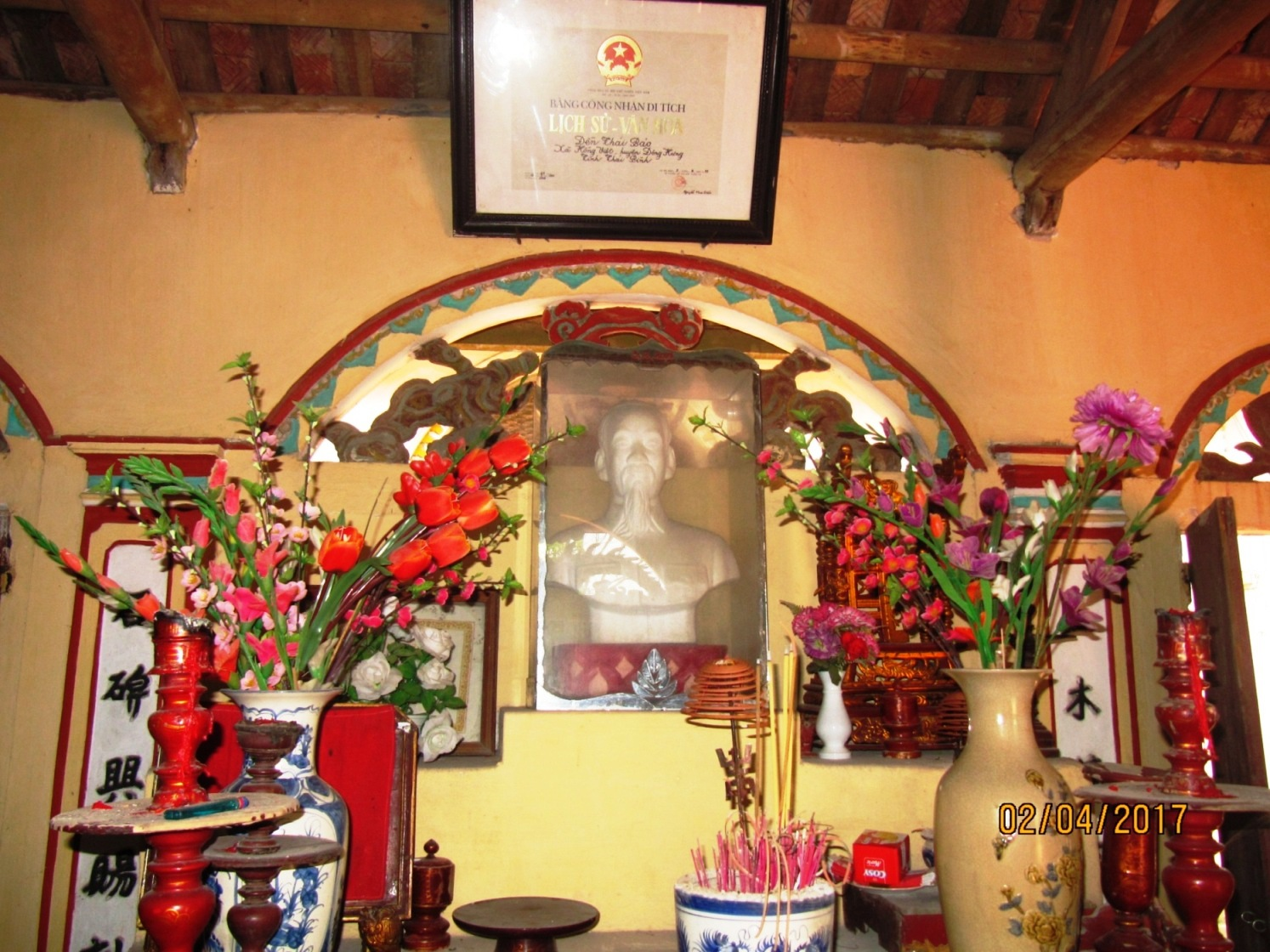
Bàn thờ Thái Bảo và Bằng công nhận di tích văn hóa.

## Thăng tiến
Do những vết mờ trong hoạt động của ông đã dẫn đến điều gọi là "Sử sách khẳng định không rõ quê quán Đỗ Tử Bình ở đâu" và cuối đời thì "được vài năm thì chết". Khâm định Việt sử thông giám cương mục dẫn từ sách An Nam chí của Cao Hùng Trưng nhà Minh và nêu giả thuyết có thể ông là người huyện Cổ Lan, tức là Đông Quan, thuộc tỉnh Nam Định. Tư liệu về "Đền Thái Bảo" ở huyện Đông Hưng, tỉnh Thái Bình đủ xác thực để hiệu đính điều này.
Năm 1348, Đỗ Tử Bình đang giữ chức ngự tiền học sinh, được bổ nhiệm làm thị giảng. Tháng 7 năm 1359, ông được thăng làm Tri Khu mật viện sự.

## Trong chiến tranh chống Chiêm Thành

### Năm 1362-1367
Năm 1362, biên giới phía nam bắt đầu căng thẳng. Đỗ Tử Bình theo lệnh của Trần Dụ Tông đi duyệt bổ quân ở Lâm Bình, Thuận Hóa và đắp thành Hóa Châu.
Năm 1367, Trần Dụ Tông cử Trần Thế Hưng làm Thống quân hành khiển đồng tri, Đỗ Tử Bình làm phó, mang quân đi đánh Chiêm Thành. Tháng 4 âm lịch năm 1368, quân Trần tiến vào Chiêm Động (Quảng Nam). Quân Chiêm đặt phục binh, quân Trần rơi vào chỗ phục kích, bị thua trận. Trần Thế Hưng bị bắt, Đỗ Tử Bình chạy thoát, mang tàn quân chạy về nước.

### Năm 1376-1377
Năm 1376 thời Trần Duệ Tông, vua Chiêm là Chế Bồng Nga lại mang quân xâm lấn. Duệ Tông sai Đỗ Tử Bình đi đánh. Chế Bồng Nga sợ hãi, xin dâng 10 mâm vàng tạ tội. Nhưng Tử Bình giấu vàng đi, lại tâu về triều rằng vua Chiêm kiêu ngạo không thần phục. Duệ Tông nổi giận, quyết định thân chinh đi đánh.
Tháng giêng năm 1377, quân Trần tiến tới kinh thành Đồ Bàn nước Chiêm. Chế Bồng Nga lập đồn giữ ngoài thành, rồi cho người đến trá hàng, nói với Trần Duệ Tông rằng Chế Bồng Nga đã bỏ thành trốn. Duệ Tông thúc quân tiến vào thành. Quân Chiêm tứ phía phục binh đổ ra đánh. Quân Đại Việt thua to, mười phần chết đến 7, 8 phần. Duệ Tông bị hãm trong vòng vây, bị trúng tên tử trận. Các tướng Đỗ Lễ, Nguyễn Nạp Hòa, Hành khiển Phạm Huyền Linh cũng tử trận.
Đỗ Tử Bình lúc đó lĩnh hậu quân không tới cứu ứng cho Duệ Tông. Lê Quý Ly cũng sợ hãi bỏ chạy. Thượng hoàng Trần Nghệ Tông sai đem chiếc xe tù đi bắt Tử Bình. Khi Tử Bình về qua phủ Thiên Trường, người ta đua nhau chửi mắng, lấy gạch ngói ném vào xe tù Tử Bình. Thượng hoàng xuống chiếu trị tội nhưng miễn cho tử hình cho ông, chỉ bắt đi làm lính.
Trong trận này, Đỗ Tử Bình trước đã vu cáo vua Chiêm gây ra nam tiến, sau không tới ứng cứu đại quân, được xem là người có trách nhiệm lớn với việc tử trận của vua Trần Duệ Tông.

### Năm 1378-1380
Tuy nhiên không lâu sau, ông lại được phục chức. Tháng 5 năm 1378, Chế Bồng Nga đưa hàng vương Trần Húc về nước, đánh cướp Nghệ An. Tháng 6, quân Chiêm tiến vào cửa Đại Hoàng. Thượng hoàng Trần Nghệ Tông phục chức cho Đỗ Tử Bình, sai ra chống giữ. Tử Bình đánh không lại, quân bị tan vỡ. Chế Bồng Nga tiến vào Thăng Long lần thứ 3, bắt người cướp của rồi rút về.
Năm 1380, vua Chiêm lại dụ dân Tân Bình và Thuận Hóa đi cướp phá Nghệ An và tiến lên Thanh Hóa. Thượng hoàng Nghệ Tông lại sai Lê Quý Ly lĩnh quân thủy và Đỗ Tử Bình dẫn quân bộ ra chống. Tới tháng 5, quân Chiêm không đánh được phải rút lui.

## Đề xuất thuế thân
Từ sau trận đánh này, Đỗ Tử Bình cáo ốm, xin rút lui không giữ binh quyền nữa. Tháng 11 năm đó thượng hoàng Nghệ Tông phong ông làm Nhập nội hành khiển tả tham tri chính sự, lĩnh chức Kinh lược sứ Lạng Giang.
Trong nước gặp khó khăn vì chiến tranh liên miên, cùng năm đó Đỗ Tử Bình kiến nghị với thượng hoàng Nghệ Tông theo phép thu thuế "dung" (thuế thân) của nhà Đường: bắt đinh nam mỗi năm phải nộp ba quan tiền. Từ đầu thời nhà Trần đã có thuế đinh, nhưng thực ra chỉ người có ruộng mới phải đóng. Đến đây, không cứ có ruộng hay không, tất cả mọi người đều phải chịu thuế, chỉ binh lính được miễn. Từ đó, thuế đinh mới thêm nặng. Phép thu thuế này bất công, khiến mọi người phải đóng như nhau.

## Qua đời
Đại Việt sử ký toàn thư không ghi rõ thời điểm Đỗ Tử Bình qua đời, chỉ ghi: "(sau khi được phong Nhập nội hành khiển tả tham tri chính sự năm 1380) được vài năm thì chết". Cuộc đời ông hoạt động trong khoảng trên 30 năm qua 4 đời vua, từ thời Trần Dụ Tông đến Trần Phế Đế.
Trần Nghệ Tông truy tặng ông làm Thiếu bảo và cho ông được tòng tự ở Văn Miếu, thờ chung với Chu Văn An và Trương Hán Siêu.
Mãi đến đời sau các thân sĩ không đồng tình với quyết định của Nghệ Tông nên tước bỏ Đỗ Tử Bình ra khỏi Văn Miếu.

## Nhận định
Sách Đại Việt sử ký toàn thư nêu ý kiến của các sử gia về Đỗ Tử Bình như sau:
Theo Phan Phu Tiên: 
Bậc danh nho các đời có bài trừ được dị đoan, truyền giữ được đạo thống thì mới được tòng tự ở Văn Miếu, thế là để tỏ rõ đạo học có ngọn nguồn. Nghệ Tông cho Chu An, Trương Hán Siêu, Đỗ Tử Bình được dự vào đó,... Tử Bình là hạng học nhảm chiều người, tham lam bòn vét, là kẻ gian thần hại nước, sao lại được len vào chỗ đó?
Theo Ngô Sĩ Liên:
Tử Bình lén đánh cắp vàng cống của Bồng Nga, tậu bậy lừa vua, để đến nỗi Duệ Tông đi tuần phương nam không trở về nữa, nước nhà từ đó liên tiếp có tai họa Chiêm Thành vào cướp, tội ấy giết cũng chưa đáng, còn học nhảm chiều người thì chê trách làm gì?
Khâm định Việt sử thông giám cương mục có nhận định về ông:
Tử Bình là người không học theo chính đạo, chỉ a dua với đời, lại hay bày đặt thuế khóa bắt dân đóng góp nặng để nịnh hót người trên; cho nên được nhà vua tin dùng. Từ khi Tử bình đi đánh Chiêm Thành không nên công trạng gì...
Ý kiến của Tự Đức về lỗi của Tử Bình trong trận Đồ Bàn 1377:
Tội... người này đáng giết, không dung tha được; thế mà lại còn vẫn dùng! Chính sự nhà Trần không có kỷ cương gì cả, trách nào chẳng bại vong.
Trần Xuân Sinh lý giải những may mắn mà Đỗ Tử Bình có được trong đời làm tướng nhà Trần là do thượng hoàng Trần Nghệ Tông làm mất kỷ cương, mê tối cùng cực, không biết ai là người hay, người gian nữa.